# 興仁路 (中壢區)
興仁路，為臺灣桃園市中壢區的道路，全線以遠東路及新中北路分為三段。起點在中華路一段；終點在晉元路289巷。中華路一段至榮民路有分隔島；其餘部分無分隔島。全線隸屬桃47線的一部分。

## 沿經行政區域
- 桃園市
  - 中壢區

## 分段
(由北至南)
- 興仁路一段：中華路一段－遠東路
- 興仁路二段：遠東路－新中北路二段
- 興仁路三段：新中北路二段-晉元路289巷

## 車道配置
(由北至南)
興仁路一段
- 中華路一段－榮民路：雙向各二車道並設置中央綠化安全島
- 榮民路－興仁路147號:雙向共用一車道
- 興仁路147號－遠東路:雙向各一車道

興仁路二段
- 遠東路－遠東路5巷:雙向共用一車道
- 遠東路5巷-新中北路二段－雙向各一車道

興仁路三段
- 新中北路二段-晉元路289巷：雙向共用一車道

## 主要結點
(由北至南)
- 中華路一段
- 榮民路
- 遠東路
- 永福路
- 新中北路二段
- 晉元路289巷

## 公共設施
(由北至南)
- 桃園市中壢區興仁國民小學(遠東路210號)[1]
- 興仁親子公園(興仁路二段與榮安一街口)[2]